# Abigail Van Buren
Abigail Van Buren, właśc. Pauline Phillips (ur. 4 lipca 1918 w Sioux City, zm. 16 stycznia 2013 w Minneapolis) – amerykańska dziennikarka i felietonistka.

## Życiorys
Urodziła się w Sioux City w Iowa. Była córką rosyjskich emigrantów żydowskich. W dniu 2 lipca 1939 roku wyszła za mąż za Mortona Phillipsa. Była matką dwójki dzieci. Zmarła w wieku 94 lat na chorobę Alzheimera.

## Wyróżnienia
Posiada swoją gwiazdę na Hollywoodzkiej Alei Gwiazd.